# Тънкотели маймуни
Тънкотелите маймуни (Colobinae) са подсемейство Коткоподобни маймуни, което включва африканските колобуси и азиатските лангури, чипоноси маймуни и дългоносата маймуна.
За разлика от другото подсемейство (Cercopithecinae), тънкотелите нямат задбузни торбички, а сложен стомах с няколко дяла подобно на преживните, тъй като са изключително растителноядни. Хранят се с листа, цветове, плодове и рядко ядат насекоми или други дребни животни. С изключение на някои лангури живеят изключително по дърветата и рядко слизат на земята.
След около 6 до 7-месечна бременност женските раждат по едно малко, чието оцветяване обикновено коренно се отличава от окраската на възрастните. Полова зрялост достигат на 3 до 6-годишна възраст. Продължителността на живота им е около 20 години.

## Класификация
- Разред Primates - Примати
  - семейство Cercopithecidae - Коткоподобни маймуни
    - подсемейство Colobinae – Тънкотели маймуни
      - род Colobus – черно-бели колобуси
        - Colobus satanas – Черен колобус, сатанински колобус
        - Colobus angolensis – Анголски колобус, анголски черно-бял колобус
        - Colobus polykomos – Кралски колобус, западен черно-бял колобус
        - Colobus vellerosus (Colobus polykomos ssp.) – Мечи колобус, ~ на Жофроа
        - Colobus guereza – Гуереза, източен (абисински) черно-бял колобус

      - род Piliocolobus (Procolobus) – червени колобуси
        - Piliocolobus badius – Западноафрикански червен колобус
        - Piliocolobus pennantii – Червен колобус на Пенант
        - Piliocolobus tholloni (Piliocolobus badius ssp.) – Червен колобус на Толон
        - Piliocolobus foai (Piliocolobus badius ssp.) – Централноафрикански червен колобус, ~ на Фоа
        - Piliocolobus preussi – Червен колобус на Преус
        - Piliocolobus tephrosceles (Piliocolobus badius ssp.) – Угандски червен колобус
        - Piliocolobus gordonorum (Piliocolobus badius ssp.) – Удзунгвански червен колобус
        - Piliocolobus kirkii – Занзибарски червен колобус, червен колобус на Кирк
        - Piliocolobus rufomitratus – Танайски червен колобус, източноафрикански червен колобус

      - род Procolobus – зелени колобуси
        - Procolobus verus – Зелен колобус

      - род Trachypithecus (Presbytis) – качулати лангури, лутунги
        - Trachypithecus vetulus (Presbytis senex) – Белобрад лангур, пурпурнолик лангур
        - Trachypithecus johnii – Нилгирийски лангур
        - Trachypithecus auratus – Явански черен лангур, явански (абаносов) лутунг
        - Trachypithecus cristatus – Сребрист лангур, гривест лангур, сребрист лутунг
        - Trachypithecus germaini (Trachypithecus cristatus ssp.) – Индокитайски сребрист лангур, лутунг на Герман
        - Trachypithecus barbei (Trachypithecus cristatus ssp.) – Тенасеримски лангур, тенасеримски лутунг
        - Trachypithecus obscurus – Очилат лангур, димен лангур
        - Trachypithecus phayrei – Фейров лангур
        - Trachypithecus pileatus – Качулат лангур
        - Trachypithecus shortridgei (Trachypithecus pileatus ssp.) – Лангур на Шортридж
        - Trachypithecus geei – Златен лангур
        - Trachypithecus francoisi – Тонкински лангур, лангур на Франсоа
        - Trachypithecus hatinhensis (Trachypithecus francoisi ssp.) – Ха-Тинхийски лангур
        - Trachypithecus poliocephalus (Trachypithecus francoisi ssp.) – Златоглав лангур
        - Trachypithecus laotum (Trachypithecus francoisi ssp.) – Лаоски лангур
        - Trachypithecus delacouri (Trachypithecus francoisi ssp.) – Лангур на Делакур, лангур панда
        - Trachypithecus ebenus (Trachypithecus francoisi ssp.) – Индокитайски черен лангур

      - род Presbytis – лангури сурили
        - Presbytis melalophos – Суматренски лангур, митров лангур, суматренски сурили
        - Presbytis femoralis – Ивичест лангур, ивичест сурили
        - Presbytis chrysomelas (Presbytis femoralis ssp.) – Саравакски лангур, саравакски сурили
        - Presbytis siamensis (Presbytis femoralis ssp.) – Белобедрен лангур, белобедрен сурили
        - Presbytis frontata – Белочел лангур, белочел сурили
        - Presbytis comata (Presbytis aygula) – Явански сив лангур, явански сурили
        - Presbytis thomasi (Presbytis comata ssp.) – Лангур на Томас
        - Presbytis hosei – Лангур на Хосе
        - Presbytis rubicunda – Кестеняв лангур, червен лангур
        - Presbytis potenziani – Ментавайски лангур
        - Presbytis natunae (Presbytis femoralis ssp.) – Натунски лангур

      - род Semnopithecus (Presbytis) – сиви лангури, ханумани
        - Semnopithecus entellus – Обикновен лангур, хануман (хулман), северен сив лангур
        - Semnopithecus schistaceus (Semnopithecus entellus ssp.) – Непалски сив лангур
        - Semnopithecus ajax (Semnopithecus entellus ssp.) – Кашмирски сив лангур
        - Semnopithecus hector (Semnopithecus entellus ssp.) – Тарайски сив лангур
        - Semnopithecus hypoleucos (Semnopithecus entellus ssp.) – Чернокрак сив лангур
        - Semnopithecus dussumieri (Semnopithecus entellus ssp.) – Южен сив лангур
        - Semnopithecus priam (Semnopithecus entellus ssp.) – Качулат сив лангур

      - род Pygathrix – лангури дук
        - Pygathrix nemaeus – Немейски лангур дук, червенокрак лангур дук
        - Pygathrix nigripes (Pygathrix nemaeus ssp.) – Чернокрак лангур дук
        - Pygathrix cinerea (Pygathrix nemaeus ssp.) – Сивокрак лангур дук

      - род Rhinopithecus – чипоноси маймуни
        - Rhinopithecus roxellana – Златиста чипоноса маймуна
        - Rhinopithecus bieti – Чипоноса маймуна на Биет, черна чипоноса маймуна
        - Rhinopithecus brelichi – Сива чипоноса маймуна
        - Rhinopithecus avunculus – Тонкинска чипоноса маймуна
        - Rhinopithecus strykeri – Мианмарска чипоноса маймуна

      - род Nasalis – дългоноси маймуни
        - Nasalis larvatus – Дългоноса маймуна

      - род Simias – свинеопашати лангури, симиаси
        - Simias concolor – Свинеопашат лангур, симиас